# Onthophagus scrutator
Onthophagus scrutator är en skalbaggsart som beskrevs av Edgar von Harold 1877. Onthophagus scrutator ingår i släktet Onthophagus och familjen bladhorningar. Inga underarter finns listade i Catalogue of Life.